# Кокрановская библиотека
Кокрановская библиотека — база данных и периодическое издание  по медицине и здравоохранению, предоставленные международной некоммерческой организацией «Кокран» и другими организациями. Цель библиотеки — предоставить доступ к результатам контролируемых клинических исследований, она является ключевым источником информации в области доказательной медицины.

## Доступ и использование
Кокрановская библиотека доступна по подписке и является частью онлайн-библиотеки издательства Wiley. В ряде стран (Канада, Великобритания, Ирландия, скандинавские страны, Новая Зеландия, Австралия, Индия, ЮАР и Польша) доступ к библиотеке для своих граждан полностью оплачивает министерство здравоохранения. Для стран Латинской Америки и стран с низким уровнем дохода также предусмотрены программы свободного доступа к библиотеке. Все страны имеют доступ к двухстраничным аннотациям статей, а также к кратким резюме на доступном языке.
Непопулярность Кокрановской библиотеки в США, возможно, объясняется тем, что централизованный доступ к ней оплачивается только администрацией штата Вайоминг.
С 26 марта по 26 мая 2020 года Кокрановская библиотека предоставляла временный неограниченный доступ ко всем статьям в связи с пандемией COVID-19.

## Структура библиотеки
- Кокрановская база данных систематических обзоров (Cochrane Database of Systematic Reviews, CDSR). Включает все рецензируемые систематически обзоры и протоколы, подготовленные Кокрановскими группами обзора.
- Кокрановский центральный регистр контролируемых испытаний (CENTRAL). Включает большое количество отчётов о контролируемых рандомизированных и квазирандомизированных исследованиях. Содержит библиографическую информацию и аннотацию исследований, доступ к полным текстам исследований не предоставляется.[4] Служба централизованного поиска Кокрейн (Centralised Search Service, CSS) использует комбинацию прямых каналов интерфейса прикладного программирования (API), высокочувствительного поиска, машинного обучения и краудсорсинга (Cochrane Crowd) для выявления отчетов о клинических исследованиях из различных источников. CSS определяет подавляющее большинство исследований, которые находятся в CENTRAL. Помимо определения новых опубликованных исследованиц каждый месяц, CSS также заменяет любые записи, которые подверглись исправлениям или обновлениям (например, исправлениям цитирования, обновленной индексации, ссылкам на уведомления об отзыве или исправлениям). CSS обычно определяет записи для CENTRAL из следующих источников: PubMed/MEDLINE, Embase, CINAHL, ClinicalTrials.gov, WHO ICTRP[5]
- Кокрановские клинические ответы (Cochrane Clinical Answers, CCAs). Это краткая информация по различным клиническим вопросам и ситуациям, которая может быть полезна специалистам в области здравоохранения. Ответы основаны на результатах опубликованных клинических исследований, содержат иллюстративный материал и выводы.

С августа 2018 года из структуры библиотеки исключены базы DARE, NHSEED, HTA. Доступ к архивам баз DARE и NHSEED будет предоставляться по меньшей мере до 2021 года.
С 1993 года выпускаются ежегодные сборники дополнительных материалов к библиотеке. С 1994 года ведётся база докладов: устных, стендовых и докладов на рабочих группах. С 2009 года эти материалы также публикуются в виде отдельного ежегодного приложения к CDSR. С 2010 по 2016 год выпускалась ежегодная рассылка по методологии исследований «Кокрановские методы» ( ISSN 2044-4702). В 2020 году отдельным приложением были опубликованы краткие отчёты рабочих групп по COVID-19.

## Формат
Кокрановские обзоры берут формат полномасштабных методологических исследований. Кокрановские исследователи будут выполнять поиск медицинских баз данных, включая MEDLINE, PubMed и EMBASE; постоянно обновляемая база данных испытаний, названная Кокрановским центральным регистром контролируемых испытаний (CENTRAL); поиск, где исследователи просматривают целые библиотеки научных журналов вручную; контрольную проверку полученных статей с целью выявления исследований, которые имеют отношение к вопросу, на который они пытаются ответить.
Качество каждого исследования тщательно оценивается с использованием предопределённых критериев и доказательств слабой методологии или вероятности того, что что-либо, возможно, повлияло на предвзятость. Оценка сообщается в обзоре.
Исследователи Кокрана затем применяют статистический анализ для сравнения данных испытаний. Это создаёт обзор исследований или систематический обзор, в котором даётся окончательное слово об эффективности конкретного медицинского вмешательства. Результат часто показывает отсутствие доказательств для конкретного лечения так или иначе, рекомендуя дополнительные медицинские исследования, прежде чем врачи и фармацевты предписывают конкретное вмешательство. 
Готовые обзоры доступны в виде полного отчёта с диаграммами, в сжатом виде или в виде резюме простого языка, чтобы обеспечить каждого читателя обзора.

## Импакт-фактор и рейтинг
В 2020 году импакт-фактор (Journal Citation Reports от Clarivate Analytics) базы CDSR составил 9.289. CDSR занимает третье место среди 101 специализированной базы в области здравоохранения. Аннотации статей учитываются и индексируются в базах Web of Science (ESCI), MEDLINE, EMBASE, Scopus.

## Академические комментарии
Инструмент обратной связи Кокрановской Библиотеки позволяет пользователям предоставлять свой комментарии и комментарии Кокрановских обзоров и протоколов в Кокрановской библиотеке. Если это будет принято, отзывы будут опубликованы в прокручиваемом списке комментариев в обратном хронологическом порядке, с последним представлением в верхней части страницы. В Кокране есть процедура для случая серьёзной ошибки, событие, которое произошло только один раз в своей истории.